# وراکونکاندا
وراکونکاندا (به لاتین: Werakonkanda) یک منطقهٔ مسکونی در سری‌لانکا است که در استان مرکزی (سری‌لانکا) واقع شده‌است.